# Casterton
Casterton – wieś w Anglii, w Kumbrii, w dystrykcie (unitary authority) Westmorland and Furness. Leży 80 km na południe od miasta Carlisle i 343 km na północny zachód od Londynu. W 2001 miejscowość liczyła 500 mieszkańców.